# Ohm (eenheid)
| Grotere en kleinere eenheden | Grotere en kleinere eenheden | Grotere en kleinere eenheden |
| factor                       | naam                         | symbool                      |
| ---------------------------- | ---------------------------- | ---------------------------- |
| 10−3                         | milliohm                     | mΩ                           |
| 1                            | ohm                          | Ω                            |
| 103                          | kilo-ohm                     | kΩ                           |
| 106                          | megaohm                      | MΩ                           |

De ohm (symbool: Ω, de Griekse hoofdletter omega) is de afgeleide SI-eenheid voor elektrische weerstand. De ohm is vernoemd naar Georg Ohm, een Duitse natuurkundige.
De ohm is de elektrische weerstand tussen twee punten van een homogene geleider als bij een constant potentiaalverschil van 1 volt tussen die punten een constante stroom van 1 ampère ontstaat.
Uitgedrukt in SI-eenheden: 1 Ω = 1 kg m2 A−2 s−3. De inverse is de siemens: 1 S = 1 Ω−1.
weerstand = spanningstroomsterkte , in symbolen: R = UI

## Opschriften
De in de elektronica gebruikte weerstanden zijn meestal voorzien van een kleurcode die de waarde aangeeft.
Bij een opschrift (ook op schakelschema's) wordt meestal niet Ω, kΩ of MΩ gebruikt maar R, k of M, waarbij de letter op de plaats van de komma staat. In plaats van 4,7 kΩ staat er dus 4k7.